# Hrabstwo Jefferson (Indiana)

Piramida wieku hrabstwa

Hrabstwo Jefferson (ang. Jefferson County) – hrabstwo w stanie Indiana w Stanach Zjednoczonych.

## Geografia
Według spisu z 2010 roku obszar całkowity hrabstwa obejmuje powierzchnię 362,89 mili2 (939,88 km²), z czego 360,63 mili2 (934,03 km²) stanowią lądy, a 2,26 mili2 (5,85 km²) stanowią wody. Według szacunków United States Census Bureau w roku 2012 miało 32 554 mieszkańców. Jego siedzibą administracyjną jest Madison.

### Miasta
- Brooksburg
- Dupont
- Hanover
- Madison

### CDP
- Canaan
- Deputy
- Kent